# Jacob van Foreest (1533-1586)

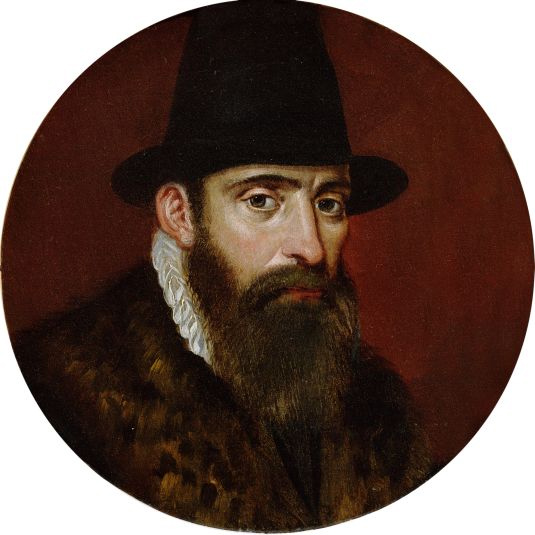
Jacob van Foreest

Jacob van Foreest (Alkmaar, ca. 1533 – aldaar, 1592) was een medicus te Alkmaar, ouderling van de Alkmaarse gereformeerde kerk, en afgevaardigde naar de Generale synode voor Noord-Holland.
Jacob van Foreest werd geboren als zoon van Jorden van Foreest en Margriet, dochter van Nanning Beyers. Hij studeerde medicijnen, net als zijn beroemde broer Pieter. In 1552 begon Jacob zijn studie aan de Katholieke Universiteit van Leuven. Daarna ging hij naar Italië, en promoveerde in 1565 aan de universiteit van Ferrara. In 1567 trad hij in het huwelijk met Maria Harcke (levensdata onbekend) en hertrouwde later met Eva Matthijs Jongen (levensdata onbekend). Beide huwelijken zouden kinderloos blijven.
Jacob van Foreest vervulde een prominente rol in de beginjaren van de reformatie. In 1573 vertegenwoordigde hij de Alkmaarse gereformeerde kerk op de regionale Synode te Enkhuizen. Hij werd vervolgens in 1578 namens alle kerken van Noord-Holland afgevaardigd naar de Generale synode der Nederlandischen Duytschen ende Walschen Kerkcken te Dordrecht. Bij deze eerste landelijke synode werd de basis gelegd voor de Dordtse Kerkorde en Leerregels. Een jaar later, in 1579, wordt de Unie van Utrecht gesticht, volgt de Acte van Verlatinghe, en wordt de Dordtse Kerkorde aangenomen als de kerkorde van de Republiek der Zeven Verenigde Nederlanden. In 1581, is Jacob aanwezig bij de tweede nationale synode te Middelburg.